# Hermann von Vietinghoff (général, 1829)
Pour les articles homonymes, voir Hermann von Vietinghoff (général, 1851).
Hermann Adolph Richard Conrad baron von Vietinghoff gen. Scheel (né le 28 février 1829 à Schweidnitz et mort le 5 janvier 1905 à Görlitz) est un lieutenant général prussien.

## Biographie

### Origine
Hermann est un fils du major prussien Gustav baron von Vietinghoff dit Scheel (1793-1858) et son épouse Karoline Luise, née von Hederich (1807-1881).

### Carrière militaire
Après le lycée de Schweidnitz et les maisons des cadets de Wahlstatt et de Berlin, Vietinghoff rejoint comme enseigne portepee le 2 mai 1848 le 7e régiment d'infanterie de l'armée prussienne. Il est promu sous-lieutenant fin mai 1848 et participe la même année à la bataille de Xions lors de la répression du soulèvement polonais dans le grand-duché de Posen.
Le 21 avril 1855, il est transféré comme enseignant dans son ancien collège de cadets à Wahlstatt avec effet au 1er mai de la même année. Le 6 novembre 1858, il devient premier lieutenant et à ce grade à partir du 6 juillet 1859, assistant et chef de département de l'institut des cadets. À partir du 13 octobre 1856, il est capitaine avec une commission datée du 20 septembre et le 31 juillet 1860, il devient chef de département à l'institut des cadets de Potsdam, avec un poste à la suite dans le corps des cadets et commande à l'institut des cadets. à Berlin. Le 23 juillet 1861, il est nommé commandant de compagnie à l'Institut des cadets de Berlin. Le 3 mai 1866, Vietinghoff est affecté au 10e régiment de grenadiers, où il participe à la bataille de Zuckmantel et à la bataille de Sadowa dans la guerre contre l'Autriche. Pour cela, il reçoit le 20 septembre 1866 l'ordre de l'Aigle rouge de 4e classe avec épées.
Il est promu major le 1er mai 1870 et nommé officier d'état-major permanent à l'institut des cadets de Berlin. Dans le cadre de la guerre franco-prussienne, il est, entre le 20 juillet 1870 et le 20 mars 1871, 1er aide de camp du gouverneur de Mayence. Le 22 octobre 1872, il devient membre de la commission d'étude de son ancien corps de cadets à Berlin. À partir du 12 décembre 1874, il est affecté comme commandant de bataillon au 84e régiment d'infanterie (de), où il est promu lieutenant-colonel le 18 janvier 1875. En tant que colonel (à partir du 18 avril 1878), il est nommé le 17 octobre 1878 commandant du 17e régiment d'infanterie.
Le 15 avril 1884, Vietinghoff est promu général de division et commandant de la 23e brigade d'infanterie (de). À ce titre, il reçoit l'ordre de l'Aigle rouge de 2e classe avec feuilles de chêne et épées sur l'anneau à l'occasion de la fête de l'ordre en janvier 1887. Le 12 juillet 1888, il reçoit le commandement de la 21e division d'infanterie et promue lieutenant général le 4 août 1888. Le 14 novembre 1890, Vietinghoff reçoit l'ordre de la Couronne, 1re classe, avec pension.

### Famille
Le premier mariage de Vietinghoff a lieu le 29 juillet 1854 au manoir de Jakobskirch, arrondissement de Glogau, avec Ida Richter (1829-1872), fille du propriétaire terrien Karl August Richter, seigneur du manoir de Jakobskirch, et Mathilde Kliem. Le couple a plusieurs enfants :
- Alfred (né en 1856), officier prussien marié en 1896 avec Editha von Lekow (née en 1873)
- Cécile (née en 1860)
- Georg (né en 1862), officier prussien marié en 1897 avec Margaerte Foerster (née en 1879)

Lors de son deuxième mariage, Vietinghoff se marie avec Margarethe Gehe (1855-1888), veuve d'Erwin von Großmann (1852-1877), le 8 février 1883 à Dresde, fille du capitaine saxon Albert Gehe et de Luise Hänel. Du mariage naissent trois autres enfants : Lothar (né en 1884), Irene (née en 1886) et Irmgard (née en 1887).